# Frienisberg NE
| NE ist das Kürzel für den Kanton Neuenburg in der Schweiz. Es wird verwendet, um Verwechslungen mit anderen Einträgen des Namens Frienisberg zu vermeiden. |

Frienisberg (NE) ist ein auf 435 m ü. M. liegender Weiler der politischen Gemeinde Le Landeron im Kanton Neuenburg in der Schweiz und befindet sich am südlichen Ende des Bielersees. 
Zwischen 1859 und 1860 besass der Ort einen provisorischen Bahnhof und Hafen der Bahngesellschaft Franco-Suisse (FS) an der Jurasüdfusslinie, welche Genf mit St. Margrethen verbindet und die Schweiz von West nach Ost durchquert.